# Siedlec (województwo dolnośląskie)
Siedlec (dawniej: Siedlec Trzebnicki, niem. Zedlitz) – wieś w Polsce położona w województwie dolnośląskim, w powiecie wrocławskim, w gminie Długołęka.

## Podział administracyjny
W latach 1975–1998 miejscowość położona była w województwie wrocławskim.

## Krótki opis
We wsi znajduje się położony w obrębie parku krajobrazowego dwór i staw, stadniny koni, zabytki techniki na dworcu kolejowym, pompa wodna i dawny peron.

## Historia
Początki miejscowości sięgają roku 1245. Wieś położona w dawnym księstwie oleśnickim, późniejszym powiecie trzebnickim. Niemiecka nazwa wsi to Zedlitz. Najstarsza wiadomość o wsi pochodzi z 1387 r., kiedy to właścicielem był Pilgram von Pritezelwitz. Kolejnymi właścicielami byli: 1520 r. von Rediger, 1617 r. von Rothkirch, 1641 r. Georg von Lowe, 1651 r. von Jaloski, 1701 r. Fryderyk von Frankenberg. W latach 1877–1945 właścicielami byli Paserowie.

## Okres powojenny
Po II wojnie światowej miejscowość wróciła do Polski. Pierwsi osadnicy przyjechali tutaj w 1945 r. Wieś nosiła wtedy nazwę Siedlice, później zmieniono ją na Siedlec. Na przestrzeni lat miejscowość zmieniła się. Początkowo 4-klasowa szkoła podstawowa mieściła się w niewielkim budynku. Kierownikiem szkoły był Władysław Czerwieniec, a następnie Stanisław Śliwiński. Były budynek szkolny był pałacem, zamieszkiwali go tuż po wojnie Niemcy, a potem dłuższy czas był pusty. Pierwszy sklep w Siedlcu mieścił się u p. Winczuka. W tym samym budynku był też bank. Urząd Gminy miał swą siedzibę w domu p. Platy. Na miejscu obecnej świetlicy stała kiedyś remiza, którą po likwidacji straży pożarnej zamieniono na magazyn. Świetlica wiejska natomiast znajdowała się w baraku koło parku. Drugi sklep mieścił się w budynku p. Kędry (ten sam budynek wykorzystany był jako sala katechetyczna). Kędra gościł również u siebie spółdzielnię szewską i zakład krawiecki. Niedaleko remizy stała kuźnia, w której pracował Julian Miśta; natomiast leśniczy, Stanisław Grakowicz, mieszkał w leśniczówce pod lasem. Okoliczne grunty rolne były w latach 50. XX wieku własnością instytucji pn. Państwowe Nieruchomości Ziemskie (PNZ). Nazwę zmieniono potem na Państwowe Gospodarstwo Rolne (PGR), które niedawno (lata 90. XX wieku) zostało zlikwidowane.

## Zabytki
Do wojewódzkiego rejestru zabytków wpisany jest:
- zespół pałacowy (nr 61), z połowy XIX w.:
  - pałac
  - park

inne zabytki:
- dworzec kolejowy w Siedlcu na trasie Wrocław Psie Pole – Trzebnica.